# Materiales duros del paisaje
El término materiales duros del paisaje es utilizado por algunos practicantes de la arquitectura del paisaje y del diseño de jardines para describir materiales para la construcción, que son utilizados en la mejora de un paisaje a través del diseño. El término, paisaje suave es utilizado para describir materiales vegetales. Una amplia variedad de materiales pueden ser utilizados, tales como el tabique, la grava, la piedra, el concreto, la madera, el vidrio, el metal, etcétera. 
Para el diseñador, es importante la selección de los productos y materiales que irán juntos (al igual que en la arquitectura, el diseño de interiores, el diseño de moda y de otras categorías). El paisaje duro, igualmente describe el mobiliario exterior y otros productos.
- Datos: Q5655562